# Przerwa (Stradunia)
Przerwa – przysiółek wsi Stradunia w Polsce, położony w województwie opolskim, w powiecie krapkowickim, w gminie Walce. Wchodzi w skład sołectwa Stradunia.
W latach 1975–1998 przysiółek administracyjnie należał do ówczesnego województwa opolskiego. 